# سایمون لنگتون
سایمون لنگتون (انگلیسی: Simon Langton؛ زادهٔ ۵ نوامبر ۱۹۴۱) یک کارگردان اهل انگلستان است.
وی کارگردان فیلم‌هایی همچون آنا کارنینا و کازانووا بوده‌است.